# ESET NOD32
ESET NOD32 — антивирусный пакет, выпускаемый словацкой фирмой ESET. Первая версия была выпущена в конце 1987 года. Название изначально расшифровывалось как «Nemocnica na Okraji Disku» («Больница на краю диска», перифраз названия популярного тогда в Чехословакии телесериала «Больница на окраине города»).
ESET NOD32 — это комплексное антивирусное решение для защиты в реальном времени. ESET NOD32 обеспечивает защиту от вирусов, а также от других угроз, включая троянские программы, черви, spyware, adware, фишинг-атаки. В ESET NOD32 используется патентованная технология ThreatSense, предназначенная для выявления новых возникающих угроз в реальном времени путём анализа выполняемых программ на наличие вредоносного кода, что позволяет предупреждать действия авторов вредоносных программ.
При обновлении баз используется ряд серверов-зеркал, при этом также возможно создание внутрисетевого зеркала обновлений, что приводит к снижению нагрузки на интернет-канал. Для получения обновлений с официальных серверов необходимы имя пользователя и пароль, которые можно получить, активировав свой номер продукта на странице регистрации регионального сайта.
Наравне с базами вирусов NOD32 использует эвристические методы, что может приводить к лучшему обнаружению ещё не известных вирусов.
Большая часть кода антивируса написана на языке ассемблера, поэтому для него характерно малое использование системных ресурсов и высокая скорость проверки с настройками по умолчанию.
Для ESET Smart Security 5 компаниями Puppetworks Animation Studio и Mark BBDO Bratislava был изготовлен персонаж-талисман.

## Состав версий

### Состав версий 2. х и 3. х
Antivirus MONitor (AMON)
Резидентный сканер, который автоматически проверяет файлы при доступе к ним.
NOD32
Сканер по запросу, который можно запустить вручную для проверки отдельных файлов или разделов диска. Этот модуль также может быть запущен в часы с наименьшей загрузкой с помощью планировщика.
Internet MONitor (IMON)
Резидентный сканер, работающий на уровне Winsock и препятствующий попаданию зараженных файлов на диски компьютера. Данный модуль проверяет HTTP-трафик и входящую почту, получаемую по протоколу POP3.
Данный модуль в версиях 2.х может конфликтовать с некоторыми службами Windows Server и с некоторыми межсетевыми экранами (например, Kerio WinRoute). При установке система исследуется на возможность конфликтов и, если существует вероятность конфликта, выводится сообщение, предлагающее отключить этот компонент.
E-mail MONitor (EMON)
Дополнительный модуль для проверки входящих/исходящих сообщений через интерфейс MAPI, например, в Microsoft Outlook и Microsoft Exchange.
Document MONitor (DMON)
Использует запатентованный интерфейс Microsoft API для проверки документов Microsoft Office (включая Internet Explorer).
Защита от фишинга
Данная функция защищает пользователя от фишинг-страниц и онлайн угроз. Присутствует во всех версиях антивируса для Windows.
=

### Состав версии 5.x
Все функции предыдущей версии, а также
ESET Live Grid
Обеспечивают надежную защиту от Интернет-угроз и вредоносных программ в режиме реального времени.
Parental Control
Защищает Вашу семью от потенциально нежелательного веб-контента, блокируя определённые категории веб-сайтов.
Enhanced Media Control
Автоматическое сканирование всех USB-носителей, карт памяти, CD/DVD-дисков. Блокировка медиа носителей в зависимости от типа носителя, производителя, размера и других параметров.
Advanced HIPS Functionality
Позволяет настраивать поведение системы в целом и каждой её части. Пользователи могут установить правила для системной регистрации, процессов, приложений и файлов.
Gamer Mode
Обеспечивает автоматический переход в «беззвучный» режим во время работы в полноэкранном режиме.
Optimized Startup Procedure
Новое поколение продуктов ESET минимально влияет на процесс загрузки компьютера, что позволяет пользователю незамедлительно начать работу.

### Состав версии 6.x
Все функции предыдущей версии, а также
Idle-State Scanning
Технология дает возможность автоматически включать сканирование в то время, когда компьютер пребывает в состоянии блокировки, либо завершения работы. В результате достигается повышенная производительность системы в целом.
Anti-Theft
Функция Антивор позволяет обнаружить местоположение и вернуть потерянный или украденный ноутбук или компьютер.
ESET Social Media Scanner
Модуль защиты для социальных сетей Facebook и Twitter.

### Состав версии 7.x
Все функции предыдущей версии, а также
Enhanced Operation Memory Scanning
Технология защищает пользователя от скрытой установки шпионского и вредоносного программного обеспечения на компьютер.
Exploit Blocker
Технология «Защита от эксплойтов» — это эффективный метод обнаружения неизвестных угроз и уязвимостей нулевого дня в популярных программных продуктах. Она фокусируется на наиболее распространённом ПО, включая веб-браузеры, PDF-редакторы, почтовые клиенты, документы Microsoft Office.

### Состав версии 8.x
Все функции предыдущей версии, а также

Botnet Protection
Новый модуль «Защита от ботнетов» в комплексном решении ESET NOD32 Smart Security распознает кибератаки, защищает от проникновения вредоносных ботнет-программ, предотвращает сетевые атаки и спамерские рассылки.
Enhanced Exploit Blocker
Технология «Защита от эксплойтов» уже зарекомендовала себя как эффективный метод обнаружения неизвестных угроз и уязвимостей нулевого дня в популярных программных продуктах. Она фокусируется на наиболее распространённом ПО, включая веб-браузеры, PDF-редакторы, почтовые клиенты, документы Microsoft Office. Новое поколение ESET NOD32 защищает также от атак на ПО на основе Java.

### Состав версии 9.x
Все функции предыдущей версии, а также

Защита интернет-банкинга
Данная функция автоматически определяет, когда пользователи посещают сайты интернет-банкинга или страницы оплаты платежных систем и запускает защищенный браузер, чтобы обеспечить проведение транзакций в безопасной и защищенной изолированной среде.
Поддержка сетевых подписей
Сетевые подписи позволяют быстро обнаружить и заблокировать вредоносный трафик, связанный с ботами и эксплойтами. Данную функцию можно рассматривать как Botnet Protection v2.0.
Обновленный пользовательский интерфейс
Пользовательский интерфейс получил значительно изменённый дизайн и был изменён на основе результатов тестирования удобности. Все текстовые сообщения и уведомления были тщательно пересмотрены. Интерфейс содержит поддержку иврита и некоторых арабских языков (чтение справа налево), а также динамически обновляемый онлайн файл справки.

### Состав версии 10.x
Все функции предыдущей версии, а также

Защита веб-камеры
Контроль процессов и приложений, осуществляющих доступ к подключенной к компьютеру камере.
Защита от атак на основе сценариев
Упреждающая защита от динамических атак на основе сценариев и необычных векторов атаки.

### Состав версии 11.x
Все функции предыдущей версии, а также

Сканер UEFI
Защищает устройства домашней сети от угроз, атакующих компьютер на более глубоком уровне — до запуска операционной системы Microsoft Windows на компьютерах с системным интерфейсом UEFI (Unified Extensible Firmware Interface). Сканер работает в фоновом режиме, взаимодействие с пользователем требуется только при обнаружении проблемы.

### Состав версии 12.x
Все функции предыдущей версии, а также

Реферальная программа
Устанавливаете продукт, в окне лицензирования есть ссылка «Поделиться», качаете по ней дистрибутив и ставите на другую машину. И Вам добавляют +30 дней.

### Состав версии 13.x
Все функции предыдущей версии, а также

Расширенное машинное обучение
Дополнительный уровень защиты на основе машинного обучения, который улучшает работу функции обнаружения.
Улучшен мониторинг домашней сети
Мониторинг домашней сети поможет решить обнаруженные проблемы с сетью или устройствами, а также даст подсказки относительно устранения самых распространенных проблем, таких как ненадежный пароль маршрутизатора.
Улучшена система HIPS
Новый программный модуль системы HIPS включает функцию глубокой поведенческой проверки, которая анализирует поведение всех программ, работающих на компьютере, и предупреждает пользователя в случае обнаружения вредоносного поведения процесса.

### Состав версии 14.x
Все функции предыдущей версии, а также

Сканер WMI и системного реестра
Модуль сканирования WMI и модуль сканирования системного реестра обнаруживают скрытые и устойчивые угрозы. Они также ищут ссылки на зараженные файлы или вредоносные программы, внедренные в виде данных в инструментарий управления Windows и системный реестр Windows.
Улучшен режим защищенного браузера для функции защиты банковской оплаты
Новая настройка «Защита всех браузеров» поможет защитить платежи, банковские операции и конфиденциальные данные при использовании браузера.

### Состав версии 15.x
Все функции предыдущей версии, а также
Добавлена поддержка Windows 11
Новая версия получила официальную поддержку операционной системы Windows 11.
Улучшение системы предотвращения вторжений на основе хостов.
Расширены технологические возможности по обнаружению наиболее сложных вторжений вирусами и вредоносными программами.
Улучшенный "Инспектор сети"
Функция "Домашняя сеть" получила различные улучшения и была переименована в "Инспектор сети".
Персонализированная технология защиты LiveGuard
LiveGuard будет автоматически настраивать уровень безопасности, обнаруживать и блокировать ранее не встречавшиеся угрозы, а также обрабатывать информацию для обнаружения в будущем. Проактивная защита LiveGuard блокирует анализируемые файлы, пока не будет подтверждена их безопасность.
Обновлённый сервис ESET HOME
Сервис myESET был переименован ESET HOME и предоставляет улучшенные возможности контроля над безопасностью. С его помощью можно установить защиту для новых устройств, просмотреть действующие лицензии и добавить новые, а также получать важные уведомления через мобильное приложение и веб-портал. Также, в ESET HOME добавлена возможность входа в учётную запись с использованием QR-кода.

### Состав версии 16.x
Все функции предыдущей версии, а также
Улучшенная защита банковской оплаты
Режим "Защита всех браузеров" включен по умолчанию в поддерживаемых браузерах, защищая платежи, банковские операции и конфиденциальные данные при использовании браузера.
Intel Threat Detection Technology
Аппаратная технология, которая выявляет программы-вымогатели, когда они пытаются избежать обнаружения в памяти. Интеграция этой технологии повышает защиту от программ-вымогателей и поддерживает общую производительность системы на высоком уровне.
Темный режим
Эта функция позволяет выбрать светлую или темную цветовую схему для графического интерфейса ESET Internet Security.

### Состав версии 17.x
Все функции предыдущей версии, а также
Переработанный графический интерфейс пользователя (GUI)
Основное окно программы было обновлено, что включает в себя изменение логотипов и новые заставки.
Конфиденциальность и безопасность браузера
Обновление браузерного расширения ESET Browser Privacy & Security. Теперь вы можете выбирать, какие расширения разрешается устанавливать в браузере, который защищен ESET.
Обновленный раздел "Дополнительные настройки"
Раздел "Дополнительные настройки" был переработан. Настройки теперь группируются для улучшения удобства использования.
Поддержка новой концепции подписки
ESET Internet Security теперь поддерживает новую концепцию подписки, что предполагает упрощенное управление лицензиями.
Минимальное влияние на системные ресурсы
ESET постоянно работает над ускорением и улучшением процесса обнаружения угроз. В последних сравнительных тестах продукты ESET показали наименьшее влияние на системные ресурсы, что позволяет компьютерам быстрее выполнять другие задачи.

## Хронология версий
- 1992 (?) год — NOD для MS-DOS[11].
- 1998 год — NOD32 1.0 для Windows 95.
- 1999 (?) год — NOD32 1.5 для Windows 98.
- 2003 год — NOD32 2.0 для Windows XP.
- Ноябрь 2007 — NOD32 3.0 для Windows XP, Vista. Разделение на «NOD32 Antivirus» и «NOD32 Smart Security».
- Март 2009 — NOD32 4.0 для Windows XP, Vista. Добавлены модули «ESET SysInspector» и «ESET SysRescue».
- Август 2010 — NOD32 4.2 для Windows XP, Vista, 7.
- Май 2011 — начало beta-тестирования NOD32 версии 5.0 для Windows 2000, Windows XP, Vista, 7, Home Server.
- Сентябрь 2011 — официальный выход NOD32 версии 5.0 (5.0.93.15).
- Весна 2012 — начало beta-тестирования NOD32 версии 6.0 для Windows XP, Vista, 7, Home Server.
- Декабрь 2012 — официальный выход NOD32 версии 6.0 (6.0.304.6). Добавлен модуль «Антивор».
- Март 2013 — выход обновлённой 6.0.314.2 версии NOD32 с небольшими исправлениями.
- Апрель 2013 — выход обновлённой 6.0.316.0 версии NOD32 с небольшими исправлениями.
- Июнь 2013 — начало beta-тестирования NOD32 версии 7.0 для Windows XP, Vista, 7, 8, 8.1, Home Server.
- Ноябрь 2013 — официальный выход NOD32 версии 7.0 (7.0.302.8). Добавлена проверка оперативной памяти и блокировка злоупотреблений известными эксплойтами.
- Август 2014 — начало beta-тестирования NOD32 версии 8.0 для Windows XP, Vista, 7, 8, 8.1, Home Server.
- Ноябрь 2014 — официальный выход NOD32 версии 8.0 (8.0.304.1). Добавлена блокировка эксплойтов на основе Java и защита от ботнетов (ESS).
- Май 2015 — начало beta-тестирования NOD32 версии 9.0 для Windows XP, Vista, 7, 8, 8.1, 10, Home Server.
- Июль 2015 — выход обновлённой 8.0.319.1 версии NOD32 с небольшими исправлениями.
- Октябрь 2015 — официальный выход NOD32 версии 9.0 (9.0.318.20). Добавлена защита интернет-банкинга, поддержка сетевых подписей и обновлен пользовательский интерфейс.

Поддерживается Windows XP только SP3 с последними обновлениями.
- Январь 2016 — выход обновлённой 9.0.349.14 версии NOD32 с небольшими исправлениями.
- Март 2016 — выход обновлённой 9.0.375.1 версии NOD32 с небольшими исправлениями.
- Апрель 2016 — выход обновлённой 9.0.377.1 версии NOD32 с небольшими исправлениями.
- Апрель 2016 — начало beta-тестирования NOD32 версии 10.0 для Vista, 7, 8, 8.1, 10, Home Server.
- Май 2016 — выход обновлённой 9.0.381.1 версии NOD32 с небольшими исправлениями.
- Август 2016 — выход обновлённой 9.0.402.1 версии NOD32 с небольшими исправлениями.
- Ноябрь 2016 — выход обновлённой 9.0.408.1 версии NOD32 с небольшими исправлениями.
- Декабрь 2016 — официальный выход NOD32 версии 10.0 (10.0.369.1). Добавлена защита веб-камеры и защита от атак на основе сценариев.

Более не поддерживается Windows XP.
- Февраль 2017 — выход обновлённой 10.0.390.0 версии NOD32 с небольшими исправлениями.
- Март 2017 — выход обновлённой 10.1.204.5 версии NOD32 с небольшими исправлениями.
- Май 2017 — выход обновлённой 10.1.210.2 версии NOD32 с небольшими исправлениями.
- Июль 2017 — выход обновлённой 10.1.219.1 версии NOD32 с небольшими исправлениями.
- Ноябрь 2017 — официальный выход NOD32 версии 11.0 (11.0.149.0). Добавлен модуль «Сканер UEFI».
- Ноябрь 2017 — выход обновлённой 11.0.154.0 версии NOD32 с небольшими исправлениями.
- Декабрь 2017 — выход обновлённой 11.0.159.0 версии NOD32 с небольшими исправлениями.
- Февраль 2018 — выход обновлённой 11.0.159.9 версии NOD32 с небольшими исправлениями.
- Март 2018 — выход обновлённой 11.1.42.0 версии NOD32 с небольшими исправлениями.
- Апрель 2018 — выход обновлённой 11.1.54.0 версии NOD32 с небольшими исправлениями.
- Июль 2018 — выход обновлённой 11.2.49.0 версии NOD32 с небольшими исправлениями.
- Сентябрь 2018 — выход обновлённой 11.2.63.0 версии NOD32 с небольшими исправлениями.
- Октябрь 2018 — официальный выход NOD32 версии 12.0 (12.0.27.0). Добавлена реферальная программа.
- Март 2019 — выход обновлённой 12.1.31.0 версии NOD32 с небольшими исправлениями.
- Апрель 2019 — выход обновлённой 12.1.34.0 версии NOD32 с небольшими исправлениями.
- Октябрь 2019 — официальный выход NOD32 версии 13.0 (13.0.24.0). Добавлено расширенное машинное обучение.

Более не поддерживается Windows Vista.
Поддерживается Windows 7 только SP1 с последними обновлениями, включая KB4474419 и KB4490628.
- Апрель 2020 — выход обновлённой 13.1.16.0 версии NOD32 с небольшими исправлениями.
- Май 2020 — выход обновлённой 13.1.21.0 версии NOD32 с небольшими исправлениями.
- Июнь 2020 — выход обновлённой 13.2.15.0 версии NOD32 с небольшими исправлениями.
- Июль 2020 — выход обновлённой 13.2.16.0 версии NOD32 с небольшими исправлениями.
- Октябрь 2020 — выход обновлённой 13.2.18.0 версии NOD32 с небольшими исправлениями.
- Октябрь 2020 — официальный выход NOD32 версии 14.0 (14.0.21.0). Добавлены сканер WMI и сканер системного реестра.
- Апрель 2021 — выход обновлённой 14.1.19.0 версии NOD32 с небольшими исправлениями.
- Май 2021 — выход обновлённой 14.1.20.0 версии NOD32 с небольшими исправлениями.
- Июнь 2021 — выход обновленной 14.2.10.0 версии NOD 32 с небольшими исправлениями.
- Июнь 2021 — выход обновленной 14.2.19.0 версии NOD 32 с небольшими исправлениями.
- Август 2021 — выход обновленной 14.2.23.0 версии NOD 32 с небольшими исправлениями.
- Август 2021 — выход обновленной 14.2.24.0 версии NOD 32 с небольшими исправлениями.
- Октябрь 2021 — официальный выход NOD32 версии 15.0 (15.0.16.0). Поддержка Windows 11. myESET переименован в ESET HOME. Улучшения ESET HOME. Домашняя сеть переименована в Инспектор сети.
- Ноябрь 2021 — выход обновленной 15.0.18.0 версии NOD 32 с небольшими исправлениями.
- Декабрь 2021 — выход обновленной 15.0.21.0 версии NOD 32 с небольшими исправлениями.
- Январь 2022 — выход обновленной 15.0.23.0 версии NOD 32 с небольшими исправлениями.
- Март 2022 — выход обновленной 15.1.12.0 версии NOD 32 с небольшими исправлениями.
- Июнь 2022 — выход обновленной 15.2.11.0 версии NOD 32 с небольшими исправлениями.
- Август 2022 — выход обновленной 15.2.17.0 версии NOD 32 с небольшими исправлениями.
- Октябрь 2022 — официальный выход NOD32 версии 16.0 (16.0.22). Улучшенная защита банковской оплаты. Intel Threat Detection Technology. Темный режим.
- Январь 2023 — выход обновленной 16.0.26.0 версии NOD 32 с небольшими исправлениями.
- Март 2023 — выход обновленной 16.1.14.0 версии NOD 32 с небольшими исправлениями.
- Август 2023 — выход обновленной 16.2.13.0 версии NOD 32 с небольшими исправлениями.
- Ноябрь 2023 — официальный выход NOD32 версии 17.0 (17.0.15). Переработанный графический интерфейс пользователя. Конфиденциальность и безопасность браузера. Обновленный раздел "Дополнительные настройки". Поддержка новой концепции подписки.

## Поддерживаемые платформы
- Windows 11, 10, 8.1, 8, 7 SP1[12][13], Vista (до 2019 года), XP (до 2017 года[14]), 2000 (до 2012 года[11]), ME (до 2007 года), 98 (до 2007 года) и 95 (до 2007 года)
- macOS (10.12-11)[15][16]
- MS-DOS (до 1998 года)
- Linux Desktop (Suse, Fedora, Ubuntu, Mandriva, Debian, Red Hat)[17]
- Android 4.1 и выше[18][19]